# Taxithelium isocladioides
Taxithelium isocladioides är en bladmossart som beskrevs av Hugh Neville Dixon 1924. Taxithelium isocladioides ingår i släktet Taxithelium och familjen Sematophyllaceae. Inga underarter finns listade i Catalogue of Life.